# Harkakötöny
Harkakötöny là một thị trấn thuộc hạt Bács-Kiskun, Hungary. Thị trấn này có diện tích 52,7 km², dân số năm 2010 là 919 người, mật độ 17 người/km².